# Xie Daoyun
Xie Daoyun (謝道韞, 340-399) fue una poetisa, filósofa, escritora, académica, calígrafa y oradora china de la Dinastía Jin.

## Biografía
Nacida en el condado de Taikang, Henán, Daoyun perteneció al clan Xie y fue la hermana del general Xie Xuan. Aunque su madre es desconocida, es sabido que dio a luz a cinco niños más. También era la sobrina favorita del primer ministro Xie An. Su trabajo tiene influencias taoístas y confucianistas.
Se casó con Wang Ningzhi, hijo de un famoso calígrafo. A pesar de estar descontenta con él, tuvieron varios hijos juntos. La familia Wang tuvo debates en casa en los que ella era invencible.
Su tío Xie An disfrutaba pasando tiempo con sus sobrinas y sobrinos y haciéndoles preguntas sobre literatura y filosofía. Ella siempre superaba a sus hermanos y primos durante las pruebas que su tío les hacía. Más tarde, defendió a su tío contra las críticas de Huan Xuan.
Xie Daoyun y sus hijos acompañaron a Wang Ningzhi a Jiangzhou cuando se convirtió en inspector regional. Cuando Sun En dirigió una rebelión prometió intervención divina, pero como no ocurrió, él y sus hijos fueron asesinados por los rebeldes. Xie Daoyun y sus sirvientas fueron entonces a conocer a los rebeldes, y se dice que mató a varios antes de ser tomada como prisionera. Cuando el líder rebelde Sun En planeó matar también a su nieto, le dijo que la matase a ella primero. Después de esto, acabó con la vida del chico. 
Xie Daoyun regresó a Kuaiji y pasó el resto de su vida en la casa Wang.

## Legado
El Libro de Jin incluye una biografía sobre ella. Este libro declara que su trabajo era popular entre sus contemporáneos, tanto taoístas como confucianistas. Era vista como símbolo del talento femenino en su época y a lo largo de dinastías posteriores. El Sanzijing cuenta su historia y hay una composición musical de la Dinastía Ming sobre los encuentros de Xie Daoyun y Xie An.